# Pantherian
Pantherian, is een stalen megacoaster in het Amerikaanse attractiepark Kings Dominion in Doswell, Virginia. De achtbaan werd gebouwd door Intamin AG en is van het model Giga Coaster. Het is de tweede gebouwde baan van dit type.
Het getal in de naam van de achtbaan verwijst naar de hoogte van de constructie in feet, 93 meter ofwel 305 voet. In 2024 werd de naam Intimidator 305 veranderd in Project 305, dit werd gedaan vanwege het einde van de toestemming om de bijnaam van voormalig Nascar-coureur Dale Earnhardt "The Intimidator" te gebruiken.

## Technische informatie
- Maximale hoogte: 93 m

Een trein van de Intimidator 305 in het remvak

- Treinen: 2 stuks met 8 wagons met 2 rijen van 2 personen (totaal 32 personen per trein)
- Eerste afdaling: 91,4 m met een maximale hoek van 85 graden
- Snelheid: 144,8 km/h (bijgesteld na een initiële opgave van 90 mijl per uur)
- Optakeling: kabelsysteem

## Prijzen
In 2010 eindigde Intimidator 305 op plaats 11 bij de Golden Ticket Awards in de categorie "beste stalen achtbaan".